# South Sea Company
De South Sea Company was een Britse investeringsmaatschappij die in 1720 spectaculair ten onder ging aan een speculatieve zeepbel, de South Sea Bubble. Het bedrijf was gericht op het opkopen van Britse staatsschulden en handel met de Spaanse koloniën in Zuid-Amerika.
De South Sea Company werd in 1711 opgericht door Robert Harley. Deze zag zich geplaatst voor de aflossing van ten behoeve van de voor de marine gemaakte schulden. Sceptici vreesden dat het bankroet van Engeland alsnog voor de deur stond, maar Harley vond een oplossing. Deze oplossing leek even ingenieus als onschuldig, maar zou grote gevolgen hebben. Aan de schuldeisers werd aangeboden hun obligaties om te wisselen voor aandelen in een speciaal op te richten compagnie, waarvan de volledige naam zou luiden: The Governer and Company of Merchants of Great Britain Trading to the South Sea's and other parts of America and for encouraging the Fishery.
Onder leiding van dertig directeuren zou slavenhandel bedreven worden. De directie huurde een kostbaar pand in de Londense City en vergaderde constant. Het gehele kapitaal bestond uit schulden, die waren ingeruild voor aandelen. Het duurde twee jaar voordat de converteringsoperatie voltooid was en het predicaat "in oprichting" geschrapt kon worden.
In 1713, na de Vrede van Utrecht, verkregen de Engelsen het Asiento, het recht slaven van Afrika voor de plantages in de Spaanse kolonies aan te voeren. Mocht er winst gemaakt worden dan was een kwart voor de Spaanse koning. In 1716 stegen de koersen tot 100%. In 1719 bood John Blunt de regering aan de gehele staatsschuld, inclusief bij de Bank of England en de East India Company ondergebrachte schulden, om te wisselen voor South Sea-aandelen. Het parlement aarzelde.
Voorjaar 1720 bereikte de hausse omtrent de South Sea Company een hoogtepunt. Onder de speculanten bevonden zich vele parlementsleden. Er werden voor 2.000.000 pond aandelen op de markt gebracht tegen een koers van 300. In enkele uren was deze emissie voltekend. In het voorjaar van 1720 werden in Londen 190 vennootschappen opgericht, waaronder de Royal Academy of Music door G.F. Händel.
Toen in Londen berichten binnenkwamen dat in Parijs de Mississippi-zeepbel was geknapt, stortte ook de koers van de South Sea Company in. Op 11 juni 1720 werd de Bubble Act van kracht, die voor de oprichting van naamloze vennootschappen koninklijke goedkeuring verplicht stelde.

## Bron
- Slechte, C.H. (1982) 'Een noodlottig jaar voor veel zotte en wijze’. De Rotterdamse windhandel van 1720. Nijhoffs historische monografieën.